# East Ham

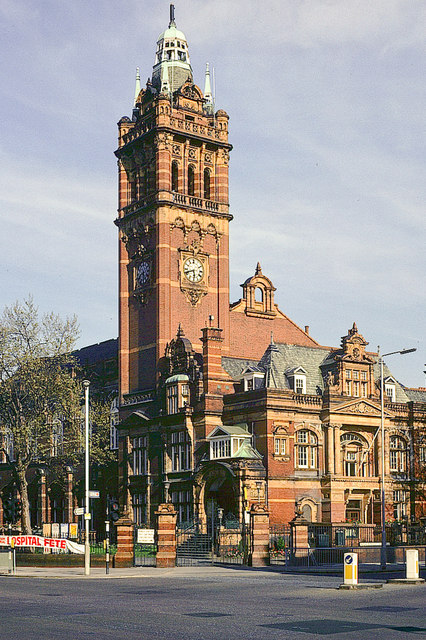
Antiguo ayuntamiento con el reloj

East Ham es un distrito suburbano de Londres del municipio londinense de Newham situado a 12,8 km al estenordeste de Charing Cross. El área está considerada dentro del Plan de Londres como uno de los treinta y cinco centros principales del Gran Londres (Inglaterra) Reino Unido.

## Historia

### Toponimia
El origen del nombre viene del anglosajón: "Hamme", mencionado por primera vez en el año 958 y posteriormente en 1086 en el Libro Domesday como Hame. La etimología viene a significar "terreno seco rodeado por ríos" puesto que la zona está localizada entre los ríos Lea, Támesis y el Roding.

### Desarrollo económico
En 1859 se inauguró la estación férrea de East Ham y en 1863 empezó a urbanizarse la zona para dar servicio al transporte. A raíz de las obras de la estación, la población empezó a crecer, en especial a partir de 1890. En 1908 East Ham quedó conectada por el Metropolitan District Railway.

### Gobierno municipal
Desde 1894, East Ham formaba parte del distrito de Essex hasta que en 1903 fue incorporado como borough. Como resultado de la presión popular, alcanzaron el estatus de condado siendo en términos actuales: una autoridad unida a partir del 1 de abril de 1915 permaneciendo así hasta 1965 cuando pasó a formar parte de Londres. 
Las principales oficinas municipales estuvieron localizadas en la intersección de Barking Road con High Street South, en el antiguo ayuntamiento diseñado por los arquitectos: A. H. Campbell, H. Cheers and J. Smith.

## Demografía y economía
East Ham es un distrito multicultural formado en su mayoría por surasiaticos, africanos, caribeños y europeos del este. En 2010 era el cuarto barrio con mayor tasa de desempleo de Gran Bretaña con un 16,5% con familias en el paro. 7 de cada 10 niños residen en senos familiares con ingresos por debajo de la media siendo una de las zonas más pobres de Inglaterra.